# Kristine Jiménez
Kristine Jiménez (19 de septiembre de 1995) es una deportista panameña que compite en judo.
Ganó dos medallas de bronce en los Juegos Panamericanos, en los años 2019 y 2023, y una medalla de bronce en el Campeonato Panamericano de Judo de 2021.

## Palmarés internacional
| Juegos Panamericanos    | Juegos Panamericanos | Juegos Panamericanos | Juegos Panamericanos |
| Año                     | Lugar                | Medalla              | Categoría            |
| ----------------------- | -------------------- | -------------------- | -------------------- |
| 2019                    | Lima (Perú)          | Medalla de bronce    | –52 kg               |
| 2023                    | Santiago (Chile)     | Medalla de bronce    | –57 kg               |
| Campeonato Panamericano |                      |                      |                      |
| Año                     | Lugar                | Medalla              | Categoría            |
| 2021                    | Guadalajara (México) | Medalla de bronce    | –52 kg               |